# Martin Salmon
Martin Alexander Salmon (Germersheim, 29 ottobre 1997) è un ex ciclista su strada tedesco, professionista nel biennio 2020-2021 con il Team Sunweb/DSM.

## Palmarès
- 2015 (Juniores)

2ª tappa Grand Prix Général Patton (Wincrange > Wincrange)

### Altri successi
- 2019 (Team Sunweb)

Classifica scalatori Okolo Slovenska
- 2020 (Team Sunweb)

Classifica scalatori Tour du Limousin

## Piazzamenti

### Grandi Giri
- Vuelta a España

2020: ritirato (14ª tappa)

### Competizioni mondiali
- Campionati del mondo

Richmond 2015 - In linea Junior: 5º

### Competizioni continentali
- Campionati europei

Tartu 2015 - In linea Junior: 28º
Plumelec 2016 - In linea Under-23: 82º